# هيلموت فيشر
هيلموت فيشر (بالألمانية: Helmut Fischer)‏ (و. 1926 – 1997 م) هو ممثل، من ألمانيا، ولد في ميونخ، توفي عن عمر يناهز 71 عاماً بسبب سرطانة.

## جوائز
حصل على جوائز منها:
- رومي.

## وصلات خارجية
- هيلموت فيشر على موقع IMDb (الإنجليزية)
- هيلموت فيشر على موقع مونزينجر (الألمانية)
- هيلموت فيشر على موقع ميوزك برينز (الإنجليزية)
- هيلموت فيشر على موقع أول موفي (الإنجليزية)
- هيلموت فيشر على موقع ديسكوغز (الإنجليزية)
- هيلموت فيشر على موقع قاعدة بيانات الفيلم (الإنجليزية)